# CEACAM1
جزيء التصاق الخلية المرتبط بالمستضد السرطاني المضغي 1 وختصارا ( سياكام 1 : CEACAM1) أو البروتين السكري الصفراوي ويُعرف كذلك بـCD66a (عنقود التمايز 66a)، هو بروتين سكري وعضو في عائلة جينات المستضدات السرطانية المضغية (سيا : CEA).

## الوظيفة
يشفِّر هذا الجين عضوا من عائلة المستضدات السرطانية المضغية التي تنتمي إلى العائلة العليا الغلوبولينات المناعية. تتواجد مجموعتان فرعيتان من عائلة المستضدات السرطانية المضغية وهما: جزيات التصاق الخلية [الإنجليزية] المرتبطة بالمستضدات السرطانية المضغية، والبروتينات السكرية الخاصة بالحمل داخل تجمع 1.2 Mb على الذراع الطويلة للصبغي 19. يتواجد كذلك 11 جينا كاذبا من المجموعة الفرعية جزيء التصاق الخلية المرتبط بالمستضد السرطاني المضغي في هذا التجمع كذلك. وُصف البروتين المشفر في البداية في القنوات الصفراء الكبدية باسم البروتين السكري الصفراوي، ووُجد لاحقا أنه جزيء لصق خلية بخلية في النسيج الطلائي والبطانة لدى حقيقيات النوى. يتوسط هذا البروتين التصاق الخلايا عبر ارتباط متماثل ومتغاير مع بروتينات أخرى من نفس المجموعة الفرعية. نُسبت العديد من الوظائف لهذا البروتين ومنها: أدوار في تمايز وترتيب النسيج في بنى ثلاثية الأبعاد، تولد الأوعية، الاستماتة، كبت الورم، الانبثاث وتعديل استجابات الجهاز المناعي الفطري والتكيفي. تم الإبلاغ عن العديد من متغيرات الوصل البديل التي تشفر نظائر مختلفة.
يُنظم التعبير عن سياكام 1 في الخلاية الميلانينية بواسطة MITF [الإنجليزية].

## تآثرات
ثبت أن بروتين سياكام 1 يتآثر مع PTPN11، وAnnexin A2.